# Eleonora Cassano
Eleonora Cassano (Buenos Aires, Argentina, 5 de enero de 1965) es una destacada bailarina argentina.

## Biografía
Eleonora Cassano nació en el barrio porteño de Boedo, donde pasó su infancia y adolescencia. Egresó como bailarina del Instituto Superior del Teatro Colón (ISATC). Fue contratada por la Fundación Teresa Carreño de Venezuela. En la Argentina comenzó a acompañar a Julio Bocca en el Teatro Colón volviéndose su partenaire estable. Fue una de las fundadoras del ballet argentino, realizando varias giras internacionales. 
Junto al Ballet Contemporáneo del Teatro San Martín, estrenó la coreografía de Óscar Aráiz, Bestiario con música del compositor español Jerónimo Maesso, participando como solista junto a Julio Bocca, en el Teatro de la Zaruela de Madrid en agosto de 1992 y con motivo de la celebración del Quinto Centenario.
En 1996 decidió ingresar al teatro musical con la obra La Cassano en el Maipo y Cassano dancing. Luego protagonizó el papel de Evita en Eva Duarte, una obra de danza-teatro especialmente compuesta para ella.
Participó de la gira de despedida del bailarín argentino Julio Bocca como su pareja de baile, la cual incluyó un espectáculo gratuito al aire libre en la Avenida 9 de julio.
Su primer hijo lo tuvo en 1996 (Tomás) y su segunda hija en 2002 (Julieta).
Se despidió del ballet con su último tour, Chapeau!, que comenzó en septiembre del 2011 y finalizó en diciembre del 2012.
Cassano concursó en el reality show de baile Bailando por un Sueño 2014 conducido por Marcelo Tinelli, donde obtuvo el 7 puesto tras ocho meses de competencia.
En 2016 estrenó el espectáculo Stravaganza, sin reglas para el amor), en Villa Carlos Paz. Junto con Nacha Guevara, Fernando Dente y con más de 40 artistas en escena. La idea y dirección general, es de Flavio Mendoza.

### Conducción
| Año           | Programa         | Canal     | Notas               |
| ------------- | ---------------- | --------- | ------------------- |
| 2021-presente | En Puntas de Pie | Canal (á) | Debut de conducción |